# Erwin M. Ruprechtsberger
Erwin Maria Ruprechtsberger (* 22. März 1952 in Linz) ist ein österreichischer Archäologe und Altertumswissenschaftler.

## Leben
Erwin M. Ruprechtsberger studierte klassische Altertumskunde, Altphilologie sowie Byzantinistik und Christliche Archäologie an den Universitäten Wien und Salzburg. Mit einer Dissertation zum Thema Die Terra sigillata des Ennser Museums wurde er 1975 promoviert. 1978 wurde er zum Stadtarchäologen von Linz ernannt, wo er ab 1990 auch die Funktion des stellvertretenden Direktors des Stadtmuseums Linz (Nordico) ausgeübt hatte. 1986 habilitierte sich Ruprechtsberger mit der Arbeit Beiträge zur provinzialrömischen und spätantiken Archäologie für Römische Altertumskunde und Provinzialrömische Archäologie. Seitdem lehrte er an der Universität Salzburg als Dozent, von 1995 bis 2006 als a.o.Professor; von 2006 bis 2016 dozierte er als Gastprofessor an der Universität Graz. 2017 trat Ruprechtsberger in den Ruhestand.
Ruprechtsberger hat sich vor allem um die Erforschung der Stadt Linz und des oberösterreichischen Zentralraums verdient gemacht. Im Bereich der Urgeschichte leitete Ruprechtsberger zusammen mit Otto H. Urban ab 1989 das Projekt „Urgeschichtliche Siedlungen im Großraum Linz“, im Zuge dessen die Entdeckung des mittlerweile überregional bekannten Keltenschatzes von Linz gelang. Von 2005 bis 2016 folgte das Schwerpunktprogramm „Steinzeit“, dessen Ergebnisse in mehrere Ausstellungen (zuletzt „Rätsel der Steinzeit zwischen Donau und Alpen“, Linz-Regensburg 2011) sowie in eine Reihe von Monographien einflossen. Diese wurden mit dem Geoarchäologen Alexander Binsteiner veröffentlicht. In Linz konnte Ruprechtsberger neue Erkenntnisse zum frühkaiserzeitlichen sowie spätantiken Lentia und dessen Gräberfeld (4./5. Jahrhundert n. Chr.) vorlegen und die Lage des mittelkaiserzeitlichen Kastells klären. Hand in Hand mit der Ausgrabungs- und Forschungstätigkeit gingen zahlreiche Expositionen, für deren Konzeption und Organisation Ruprechtsberger im Rahmen seiner musealen Tätigkeit verantwortlich zeichnete.
Ruprechtsberger hat bislang weit über 500 Publikationen veröffentlicht, davon mehr als 50 mit monografischem Charakter, oftmals im Bereich der Museumspublikation. Er führte Ausgrabungen im Großraum Linz, in Burgund unter der Leitung von Otto H. Urban sowie im Nahen Osten durch. Genannt seien hier seine Forschungen in Baalbek (Libanon), in Palmyra und am Mount Hermon (Syrien), wo er das Gipfelheiligtum in 2814 Meter Höhe mit Unterstützung und unter der Ägide des österreichischen UNO-Kontingents im Djolan in Syrien freigelegt hat. Viele Surveys führten ihn in die Sahara Nordafrikas und in die Maghrebstaaten. In Tobruk (Libyen) widmete er sich der topographischen Erschließung des römischen Kastells von Antipyrgos und der Freilegung eines Eck- und Zwischenturmes. Daneben kommt ihm das Verdienst zu, das antike Berbervolk der Garamanten in Libyen dem deutschen Sprachraum erschlossen und bekannt gemacht zu haben.

## Schriften
- Ein Beitrag zu den römischen Kastellen von Lentia. Die Terra sigillata (= Linzer archäologische Forschungen. Band 10). Stadtmuseum Linz, 1980.
- Römerzeit in Linz. Bilddokumentation. Mit einem Ausblick auf Ur- und Frühgeschichte (= Linzer archäologische Forschungen. Band 11). Linz 1982.
- Archäologische Ausgrabung 1982 in der Lessingstrasse in Linz (= Linzer archäologische Forschungen. Band 12). Stadtmuseum Linz, 1984.
- als Herausgeber: Etrusker. Aspekte etruskischer Kunst (= Linzer archäologische Forschungen. Band 13.1). 2. Auflage, Linz 1985.
- Die Archäologische Sammlung im Stift St. Florian (= Schriftenreihe des Oberösterreichischen Musealvereines. Band 12). Linz 1986.
- als Herausgeber: Palmyra. Geschichte, Kunst und Kultur der syrischen Oasenstadt (= Linzer archäologische Forschungen. Band 16). Linz 1987.
- als Herausgeber: Armenien. Frühzeit bis 1. Jahrtausend. Sprache, Kunst und Geschichte (= Linzer archäologische Forschungen. Band 18). Linz 1989.
- als Herausgeber: Syrien. Von den Aposteln zu den Kalifen (= Linzer archäologische Forschungen. Band 21). Verlag Philipp von Zabern, Mainz 1993, ISBN 3-8053-1609-7.
- Vom Mount Hermon zum Djebel Burqush. Archäologische Forschungen in Syrien 1992–1993 (= Linzer archäologische Forschungen. Sonderheft 11). Linz 1994.
- Die römische Limeszone in Tripolitanien und der Kyrenaika, Tunesien. Vom Steinbruch zum Jupitertempel von Heliopolis/Baalbek (Libanon – Libyen) (= Schriften Limesmuseum Aalen. Band 47). Stuttgart 1993.
- Ein spätantikes Säuglingsgrab mit reichen Beigaben aus Lentia/Linz (= Linzer archäologische Forschungen. Band 24). Linz 1996.
- mit Willibald Katzinger und Johannes Ebner: Geschichte von Enns. Linz 1996.
- mit Otto H. Urban: Berge, Beile, Keltenschatz (= Linzer archäologische Forschungen. Band 27). Linz 1998.
- mit Bernhard Prokisch (Hrsg.): 1200 Jahre Martinskirche Linz (= Kataloge des OÖ. Landesmuseums. Band 143). Linz 1999.
- Die Garamanten. Geschichte und Kultur eines libyschen Volkes in der Sahara (= Sonderhefte der Antiken Welt/Zaberns Bildbände zur Archäologie). Zabern, Mainz 1997, ISBN 3-8053-1544-9.
- Das spätantike Gräberfeld von Lentia (Linz). Ausgrabung Tiefer Graben/Flügelhofgasse (= Monographien des Römisch-Germanisches Zentralmuseum zu Mainz. Band 18). Mainz 1999, ISBN 3-88467-045-X.
- Vom Steinbruch zum Jupitertempel von Baalbek/Heliopolis (Libanon) (= Linzer archäologische Forschungen. Band 30). Linz 1999.
- mit Peter Trebsche: Eine Töpferwerkstätte in Linz aus der Zeit um 1600 (= Linzer archäologische Forschungen. Sonderheft 28). Linz 2003.
- Ritzinschriften auf Keramikfunden aus dem antiken Lentia/Linz (= Linzer archäologische Forschungen. Sonderheft 30). Linz 2004.
- mit Otto H. Urban: Neufunde von bronzezeitlichen Schwertern aus Luftenberg und Steyregg – Zur Spätbronzezeit im Linzer Raum (= Linzer archäologische Forschungen. Sonderheft 31). Linz 2004.
- Einige Gedanken zum zeitlichen und kulturellen Umfeld des Märtyrers Florianus von Norikum – ein Essay (= Linzer archäologische Forschungen. Sonderheft 29). Linz 2003.
- Neue Beiträge zum Kastell von Lentia/Linz (= Linzer archäologische Forschungen. Band 36). Linz 2005.
- Tobruk/Antipyrgos (Libyen) – Ein Beitrag zur Archäologie und Topographie der Stadt (= Linzer archäologische Forschungen. Sonderheft 32). Linz 2005.
- mit Alexander Binsteiner: Mondsee-Kultur und Analyse der Silexartefakte von See am Mondsee (= Linzer archäologische Forschungen. Sonderheft 35). Linz 2006.
- mit Otto H. Urban: Linzer Keltenforschung (= Linzer archäologische Forschungen. Sonderheft 36). Linz 2007.
- mit Otto H. Urban: Zwei frührömische Erdkeller und deren Inhalt. Linz/Keplerwiese 2008 (= Linzer archäologische Forschungen. Sonderheft 44). Linz 2010.
- mit Alexander Binsteiner: Jungsteinzeitliche Silexartefakte und Keramik im Raum Linz und in Oberösterreich (= Linzer archäologische Forschungen. Sonderheft 41). Linz 2008.
- mit Rainer Lukits: Antikes Mactaris. Die Schnitterinschrift CIL VIII 11.824 (= Linzer archäologische Forschungen. Sonderheft 42). Linz 2008.
- mit Fritz Edlinger (Hrsg.): Libyen. Geschichte-Landschaft-Gesellschaft-Politik. Wien 2009.
- Urgeschichte(n) aus Linz und dem Linzer Raum (= Linzer archäologische Forschungen. Band 39). Linz 2009.
- mit Alexander Binsteiner: Späte Altsteinzeit im Linzer Raum (= Linzer archäologische Forschungen. Band 43). Linz 2009.
- mit Alexander Binsteiner: Das Donau-Enns-Paläolithikum (= Linzer archäologische Forschungen. Sonderheft 45). Linz 2011.
- mit Alexander Binsteiner: Von der Alt- zur Jungsteinzeit. Die Berglitzl bei Gusen im Spannungsfeld der Forschung (= Studien zur Kulturgeschichte von Oberösterreich. Bd. 29). Linz 2010.
- Die Kyrenaika als römische Provinz. Mit Blick auf Urgeschichte und frühislamische Zeit (= Linzer archäologische Forschungen. Band 42). Linz 2012, ISBN 978-3-85484-441-7.
- Ein hochmittelalterliches Schwert aus dem Donauschotter bei Steyregg (= Linzer archäologische Forschungen. Sonderheft 46). Linz 2012.
- mit Otto H. Urban: Vom Keltenschatz zum frühen Linze (= Linzer archäologische Forschungen. Band 43). Linz 2013.
- mit Alexander Binsteiner: Neue Steinzeitfunde im Unteren Mühlviertel (= Linzer archäologische Forschungen. Sonderheft 48). Linz 2013.
- Vom Libanongebirge in die Syrische Wüste (= Linzer archäologische Forschungen. Sonderheft 49). Linz 2014.
- mit Alexander Binsteiner und O. Chvojka: Steinzeit im Mühlviertel (= Linzer archäologische Forschungen. Sonderheft 50).
- Archäologische Forschungen (1983–2014) im Nordwesten der Provinz Norikum (= Linzer archäologische Forschungen. Sonderheft 52). Linz 2014.
- mit Alexander Binsteiner: Steinzeit an der Enns (= Linzer archäologische Forschungen. Band 47). Linz 2016.
- als Herausgeber: Tunesien – Beiträge zur Archäologie, Geologie und Geschichte (= Linzer archäologische Forschungen. Band 48). Linz 2017.
- Archäologie in und um Kronstorf (= Linzer archäologische Forschungen. Band 50). Linz 2018, ISBN 978-3-85484-449-5.
- als Herausgeber: Das spätantike Grab von Kronstorf (= Linzer archäologische Forschungen. Band 11). Linz 2018.
- mit Otto H. Urban: Der Keltenschatz vom Linzer Gründberg (= Linzer archäologische Forschungen. Band 52). Linz 2019.